# Marie-Suzanne Giroust
Marie-Suzanne Roslin-Giroust (Parijs, 9 maart 1734 – aldaar, 13 augustus 1772) was een Franse schilderes.

## Leven en werk
Giroust was een dochter van Barthélemy Giroust, juwelier van de koninklijke garderobe, en Marie Suzanne Leroy. Ze was al jong wees en werd door de erfenis van haar ouders in staat gesteld om kunst te studeren. Ze kreeg lessen van de schilders Maurice Quentin de La Tour en Joseph-Marie Vien.

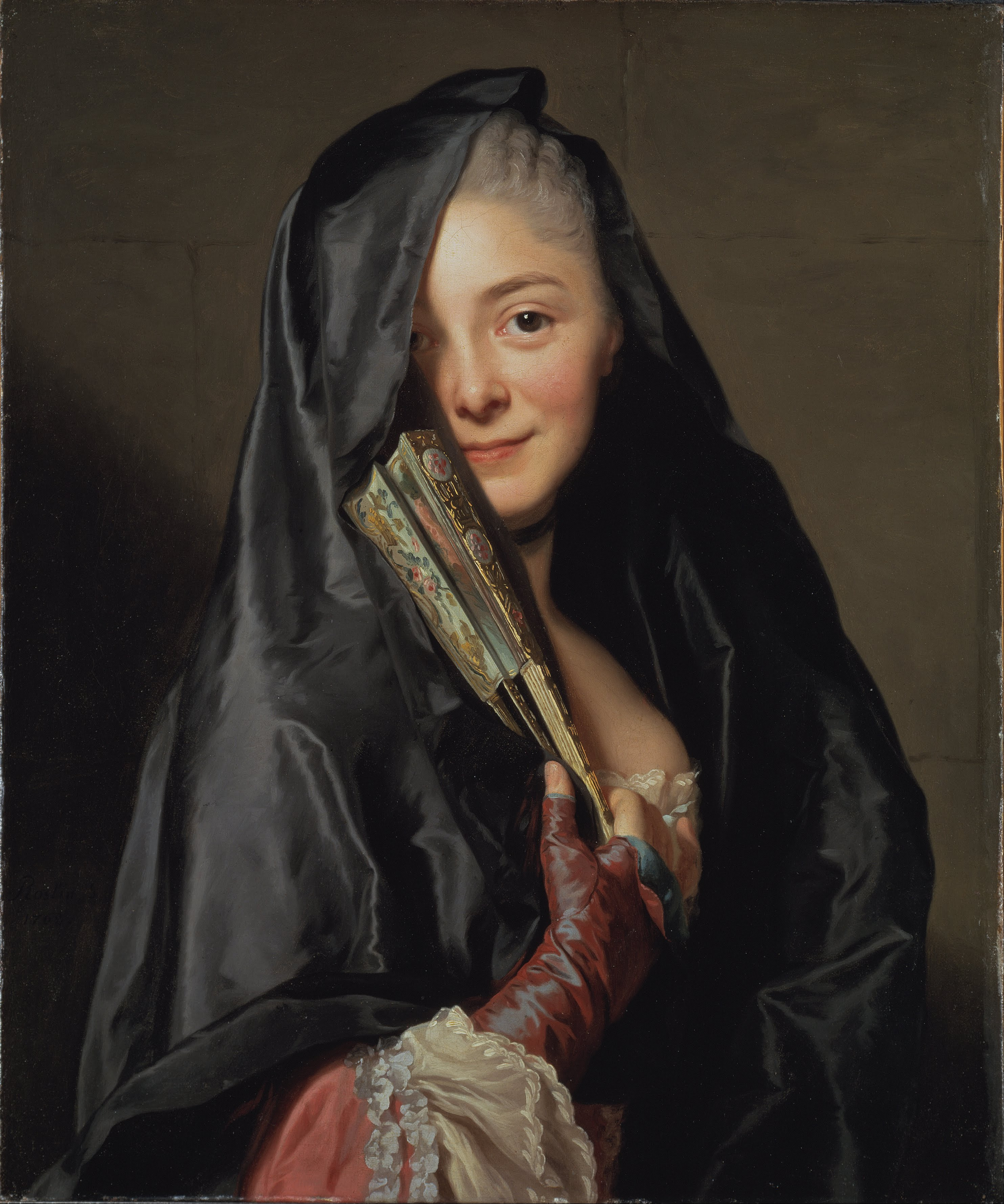
Dame met sluier (1768)

Ze ontmoette in de eerste helft van de jaren vijftig de Zweedse schilder Alexander Roslin in het atelier van Vien en werd verliefd op hem. Haar voogd en familie waren aanvankelijk tegen een huwelijk met de arme en protestantse Roslin, in 1759 trouwde het paar alsnog. Zij kregen drie zoons en drie dochters. In 1768 stond ze model voor zijn schilderij La Dame au voile.
Giroust schilderde pastels, veelal portretten, en was daarin volgens haar echtgenoot Roslin beter dan hemzelf. In 1770 werd ze lid van de Koninklijke Academie voor Beeldhouw- en Schilderkunst. Ze overleed twee jaar later, op 38-jarige leeftijd, aan borstkanker.
- Gemeinsame Normdatei: 1038699630
- International Standard Name Identifier: 0000 0000 7044 7714
- KulturNav: 28ae159b-ecf5-492f-bac8-06b4092ff59c
- RKD-Nederlands Instituut voor Kunstgeschiedenis: 68307
- LIBRIS: 406241
- Union List of Artist Names: 500026619
- Virtual International Authority File: 95846040
- WorldCat: E39PBJB48qrvMQq8mxMYMTRR8C